# Chiesa di Santa Maria dello Spasimo (Modugno)
La chiesa di Santa Maria dello Spasimo è un luogo di culto di Modugno (BA), popolarmente chiamata chiesa dei Martiri, o dei Dolori o degli Ortolani; si trova in via Fiume.

## Storia
Questa chiesa venne edificata grazie al contributo della popolazione come ringraziamento per lo scampato pericolo in occasione della epidemia di peste del 1656; infatti, durante i restauri del 1868 venne ritrovata dietro all'altare una lapide con la scritta in latino: “TEMP.(ORE) PESTIS HOC SACELLUM VIRGINI DE SPASIMO DICATUM – A.D. 1656” (Traduzione italiana: Questo edificio sacro è stato intitolato alla Vergine dello Spasimo nel periodo della peste. Anno del Signore 1656).
In questa chiesa ha sede la Confraternita della Natività di Maria, creata nel 1721 dal gesuita Padre Domenico Bruno, originariamente formata da rappresentanti dei braccianti agricoli. Il 7 luglio 1800 ebbe la regia approvazione da Ferdinando IV di Napoli.

## Descrizione
La facciata è in pietra liscia e presenta un portale rettangolare introdotto da scalini. La trabeazione è molto decorata ed è sormontata da un timpano triangolare che ospita una statua della Vergine con Bambino. Al centro della facciata è presente una piccola finestra circolare. La facciata culmina con una doppia cornice sormontata da un campanile a vela.
L'interno della chiesa è formato da un'unica navata che misura 9,52 metri di lunghezza e 6,53 di larghezza. L'interno è illuminate da due finestre ad arco poste sulle pareti laterali ed ha una volta a crociera dalla cui chiave ornata da rosetta parte un lampadario di bronzo. L'interno della chiesa era affrescato con finte architetture, ma un restauro del 1998 ha fatto riaffiorire le pareti di pietra. Sul lato destro si trova l'altare dedicato alla Madonna di Loreto, mentre al di sopra della porta si trova la cantoria che conserva un piccolo organo settecentesco. In diverse nicchie sono custodite rappresentazioni di Santi.
L'altare principale è in marmo e poggia su una parete affrescata con finte architetture marmoree.